# Antonio Musa Brasavola
Antonio Musa Brasavola (Ferrara, 16 gennaio 1500 – Ferrara, 6 luglio 1555) è stato un medico e botanico italiano.

## Biografia

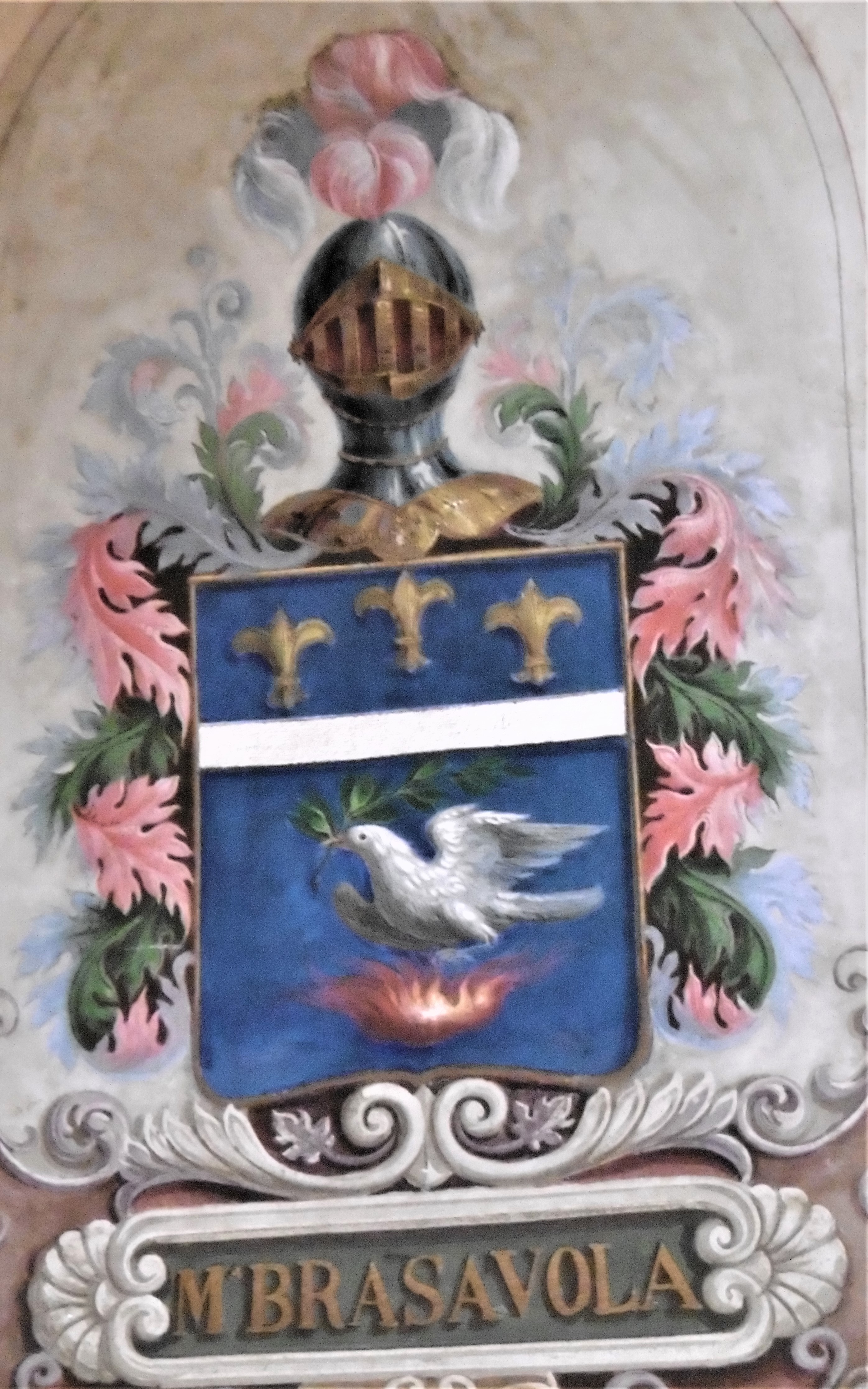
Stemma di Antonio Musa Brasavola nel Palazzo Municipale di Ferrara

Allievo di Niccolò Leoniceno e di Giovanni Manardi, fu poi professore universitario a Ferrara, dove ebbe tra i discepoli Gabriele Falloppio. Contribuì a rendere l'Università di Ferrara centro europeo di studi naturalistici e botanici. Compilò un'importante opera, l'Examen omnium simplicium medicamentorum (1536), dove recuperò le conoscenze botaniche degli antichi e superò le medesime in nome dell'esperienza. Si trasferì a Roma, al seguito di Paolo III, nel 1543. Si avvalsero delle sue cure Francesco I di Francia, Carlo V, Enrico VIII d'Inghilterra.
Sembra che sia stato il primo ad eseguire una tracheotomia, che ne effettuò la prima descrizione documentata con criteri di scientificità. Per i suoi meriti in campo botanico un genere di 21 orchidee americane fu battezzato Brassavola.

## Opere

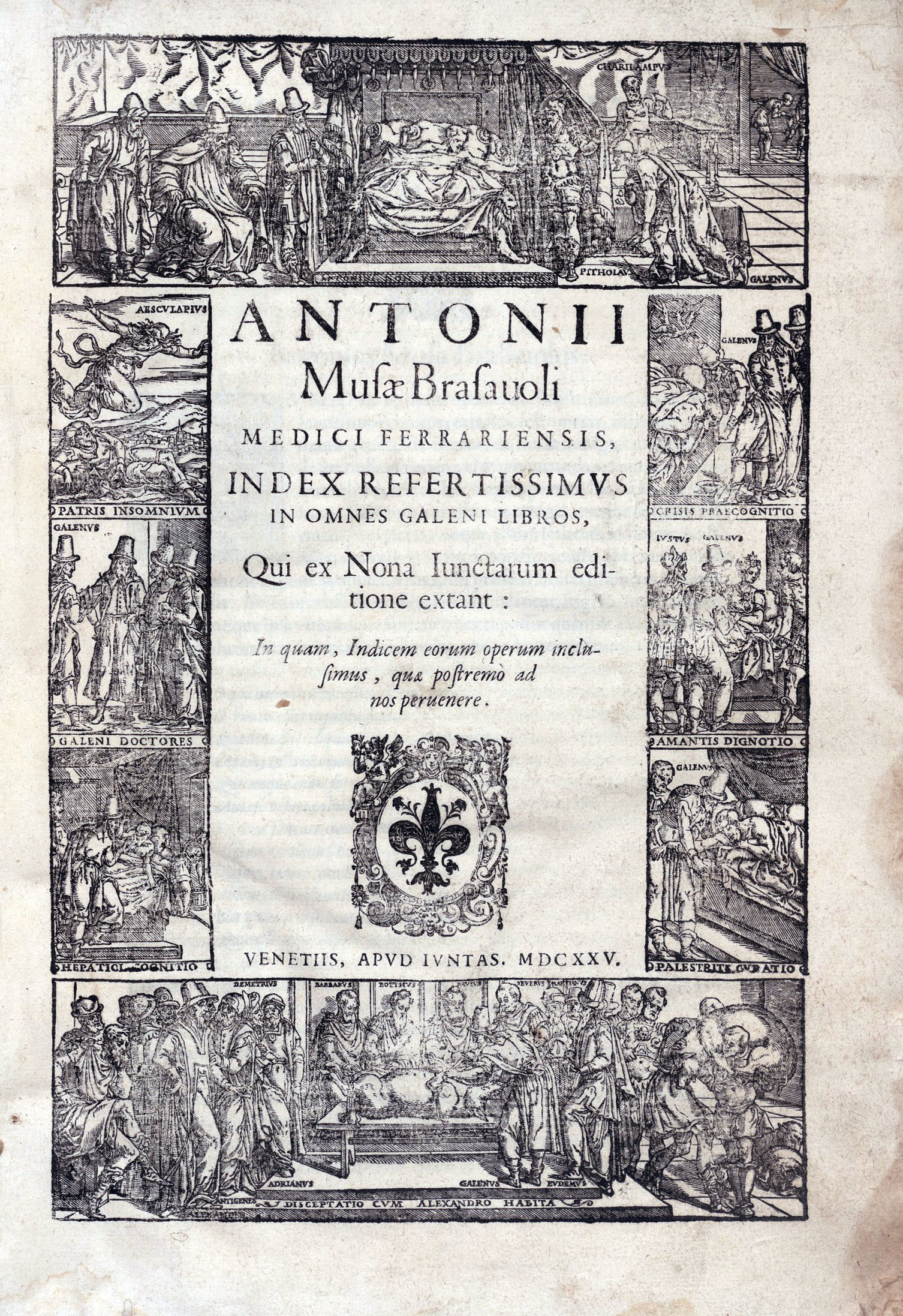
Index refertissimus in omnes Galeni libros, 1625

- In libros de ratione victus in morbis acutis Hippocratis et Galeni commentaria et annotationes - Venetijs: apud Hieronymum Scotum, 1546
- De hominum aequalitate - Venetijs: in officina s. Bernardini, 1537 (per Bernardinum Stagninum)
- De medicamentis tam simplicibus, quam compositis catharticis, quae vnicuique humori sunt propria - Venetiis: apud Iuntas, 1552
- Examen omnium catapotiorum, vel pilularum, quarum apud pharmacopolas vsus est - Venetiis: ex officina Erasmiana apud Vincentium Vaugris, 1543
- Examen omnium electuariorum, pulverum, et confectionum catharcticorum - Venetiis: ex officina Erasmiana Vincentii Valgrisii, 1548
- Examen omnium loch ... quorum apud Ferrarienses pharmacopolas vsus est, vbi de morbo Gallico ... tractatur - Venetiis: apud Iuntas, 1553 (Venetiis: apud haeredes Lucaeantonij Iuntae)
- Examen omnium simplicium medicamentorum, quorum in officinis vsus est, ad Illustriss. & sereniss. principes Herculem Estensem Ferrarie ducem et Renatam Gallam. - 1536 (Impressum Romae: impensis et laboribus Antonii Bladi de Asula, 1536 mense Maio)
- Examen omnium simpl. medicament. quorum vsus in publicis est officinis. Opus perinsigne & medicinam facientibus perutile quod nusquam antea in lucem editum - Venetiis: ex officina Erasmiana apud Vincentium Valgrisium, 1545
- Examen omnium syruporum, quorum publicus usus est - Venetijs: in aedibus Francisci Bindonei, et Maphei Pasinei, 1540
- Examen omnium trochiscorum vnguentorum, ceratorum, emplastrorum cataplasmatumque, & collyriorum, quorum apud Ferrarienses pharmacopolas usus est, in quinque distinctum tractatus - Venetijs: apud Iuntas, 1551 (apud haeredes Lucae Antonij Juntae)
- In Porphyrii isagogas, vel quinque voces comentatio - Ferrariae: a Francisco de Rubeis: Expensis Thadei Zanchi & Francisci eius filii, 1530
- Galeni Omnia quae extant in Latinum sermonem conversa. Quibus post summam antea diligentiam multum nunc quoque splendoris accessit, quod loca quamplurima ex emendatorum exemplarium grecorum collation - Venetiis : [Giunta], 1556 (Venetiis : apud haeredes Lucaeantonii Iuntae)
- La vita di Iesu Cristo (1540 circa)
- (LA) Index refertissimus in omnes Galeni libros, Venezia, eredi Tommaso Giunta, 1625.